# Селіна (Техас)
Селіна (англ. Celina) — місто (англ. city) в США, в округах Коллін і Дентон штату Техас. Населення — 16 739 осіб (2020).

## Географія
Селіна розташована за координатами 33°19′2″ пн. ш. 96°47′15″ зх. д. / 33.31722° пн. ш. 96.78750° зх. д. (33.317238, -96.787431).  За даними Бюро перепису населення США в 2010 році місто мало площу 36,69 км², з яких 36,29 км² — суходіл та 0,40 км² — водойми.

## Демографія
Згідно з переписом 2010 року, у місті мешкало 6028 осіб у 1831 домогосподарстві у складі 1549 родин. Густота населення становила 164 особи/км².  Було 1972 помешкання (54/км²).
Расовий склад населення:
| - 86,9 % — білих - 4,0 % — чорних або афроамериканців - 1,0 % — корінних американців - 0,6 % — азіатів - 5,7 % — осіб інших рас |

До двох чи більше рас належало 1,9 %. Частка іспаномовних становила 20,5 % від усіх жителів.
За віковим діапазоном населення розподілялося таким чином: 34,0 % — особи молодші 18 років, 57,1 % — особи у віці 18—64 років, 8,9 % — особи у віці 65 років та старші. Медіана віку мешканця становила 33,2 року. На 100 осіб жіночої статі у місті припадало 98,7 чоловіків;  на 100 жінок у віці від 18 років та старших — 93,3 чоловіків також старших 18 років.
Середній дохід на одне домашнє господарство  становив 100 806 доларів США (медіана — 91 506), а середній дохід на одну сім'ю — 109 612 долари (медіана — 102 153). Медіана доходів становила 68 288 доларів для чоловіків та 40 521 долар для жінок. За межею бідності перебувало 12,1 % осіб, у тому числі 14,5 % дітей у віці до 18 років та 10,9 % осіб у віці 65 років та старших.
Цивільне працевлаштоване населення становило 3426 осіб. Основні галузі зайнятості: освіта, охорона здоров'я та соціальна допомога — 22,3 %, фінанси, страхування та нерухомість — 15,6 %, науковці, спеціалісти, менеджери — 14,0 %.